# Vlag van Micronesië

Vlag van Micronesië (ratio 10:19)

De vlag van Micronesië werd aangenomen op 10 november 1979. Zij heeft een lichtblauw veld met daarop vier witte sterren, die in een ruitvorm geplaatst zijn.

## Symboliek
Micronesië is een federatie bestaande uit vier deelstaten, waarbij elke deelstaat gevormd wordt door een eilandengroep binnen de Carolinen. Deze vier deelstaten, Yap, Chuuk, Pohnpei en Kosrae, worden elk op de vlag door een ster vertegenwoordigd.
Het blauwe veld symboliseert de Grote Oceaan en daarmee de positie van het land. De deelstaten liggen overigens in werkelijkheid niet in een ruitvorm, maar (op grote afstand) naast elkaar. De kleuren van de vlag hebben ook een relatie met de vlag van de Verenigde Naties, aangezien Micronesië voortgekomen is uit het Trustschap van de Pacifische Eilanden.

## Geschiedenis

### Trustschap van de Pacifische Eilanden

Vlag van het Trustschap van de Pacifische Eilanden (1965-1979)

Een soortgelijk ontwerp was in gebruik tussen 1965 en 1979, toen Micronesië onderdeel was van het Trustschap van de Pacifische Eilanden. Dit trustschap was ingesteld door de Verenigde Naties, terwijl de Verenigde Staten het bestuur ervan voor hun rekening namen. De toenmalige vlag was blauw met zes witte sterren. De sterren stonden voor Palau, de Marshalleilanden, de Noordelijke Marianen, Pohnpei (waartoe Kosrae tot 1977 behoorde), Yap en Chuuk. De eerste twee zijn een zelfstandige staat geworden los van Micronesië; de Noordelijke Marianen zijn een territorium van de Verenigde Staten.
De vlag met zes sterren werd aangenomen op 12 juli 1965 en was de eerste wet van het parlement van Micronesië, het Congress.

### Tot 1965
Van 1899 tot 1914 was Micronesië een kolonie van Duitsland. Gedurende de Eerste Wereldoorlog bezette Japan de eilanden, wat in 1920 door de Volkerenbond werd goedgekeurd. Vanaf 1947 hebben de Verenigde Naties de weg naar zelfbestuur ingeleid. Het gebied kwam in 1947 aanvankelijk onder Amerikaans bestuur.

? Vlag onder Duits koloniaal bestuur (1899-1918)
? Vlag van Japan (1918-1947)
? Vlag van de Verenigde Staten (1947-1959)
? Vlag van de Verenigde Naties (1947-1965)
? Vlag van de Verenigde Staten (1959-1960)
? Vlag van de Verenigde Staten (1960-1986)

## Noot
1. ↑  FSM Congress (2007): About the FSM Congress

Lijst van vlaggen van Oceanië
Australië · Fiji · Indonesië · Kiribati · Marshalleilanden · Micronesië · Nauru · Nieuw-Zeeland · Oost-Timor · Palau · Papoea-Nieuw-Guinea · Salomonseilanden · Samoa · Tonga · Tuvalu · Vanuatu

Afhankelijke gebieden

Amerikaans-Samoa · Cookeilanden · Frans-Polynesië · Guam · Nieuw-Caledonië · Niue · Norfolk · Noordelijke Marianen · Pitcairneilanden · Tokelau · Wallis en Futuna